# West (Texas)
West is een plaats (city) in de Amerikaanse staat Texas, en valt bestuurlijk gezien onder McLennan County.
Op 17 april 2013 kwam de plaats wereldwijd in het nieuws door de explosie van de kunstmestfabriek. Hierbij zijn 15 mensen omgekomen en tussen de 160 en 200 gewond geraakt. De Amerikaanse geologische dienst USGS heeft hierbij een knal met een kracht van 2,1 op de schaal van Richter geregistreerd. Ammoniumnitraat is waarschijnlijk verantwoordelijk voor de explosie van deze kunstmestfabriek.

## Demografie
Bij de volkstelling in 2000 werd het aantal inwoners vastgesteld op 2692.
In 2006 is het aantal inwoners door het United States Census Bureau geschat op 2695, een stijging van 3 (0,1%).

## Geografie
Volgens het United States Census Bureau beslaat de plaats een oppervlakte van
4,0 km², geheel bestaande uit land. West ligt op ongeveer 170 m boven zeeniveau.

## Plaatsen in de nabije omgeving
De onderstaande figuur toont nabijgelegen plaatsen in een straal van 16 km rond West.